# Xystrocera minuscula
Xystrocera minuscula là một loài bọ cánh cứng trong họ Cerambycidae.